# GG5G-Klasse
Die GG5G-Klasse (Grimaldi Green 5th Generation) ist eine aus zwölf Einheiten bestehende RoRo-Frachtschiffsklasse. Die Schiffe werden in zwei weitgehend baugleichen Varianten von der italienischen Reederei Grimaldi Group und der finnischen Reederei Finnlines betrieben.

## Geschichte
Der Schiffsentwurf wurde vom dänischen Schiffsarchitekturbüro Knud E. Hansen in Helsingør erarbeitet. Der Bau der Schiffe wurde am 26. April 2018 bei der Jinling-Werft in Nanjing in Auftrag gegeben. Die ersten Einheiten wurden ab 2020 abgeliefert. Die neun Schiffe für Grimaldi werden hauptsächlich auf verschiedenen RoRo-Frachtdiensten im Mittelmeer eingesetzt, während die Finnlines-Schiffe für nordeuropäische Dienste vorgesehen sind. Die drei für Finnlines bestimmten Einheiten wurden aufgrund des anderen Anforderungsprofils mit höheren Ladungsanteilen von Trailern, Papierprodukten und Containern in einer überarbeiteten Variante erstellt.
Der Entwurf wurde in der Jahresschrift Significant Ships of 2020 der Royal Institution of Naval Architects vorgestellt und wurde 2021 mit dem „ShipPax Ro-Ro Technology and Environmental Award“ sowie als „RoRo Ferry of the year“ des Ferry Shipping Summit 2021 ausgezeichnet.

## Technik
Der etwa 238 Meter lange und 34 Meter breite Schiffstyp ist als Mehrzweck-RoRo-Frachtschiff mit drei Viertel achtern angeordnetem Deckshaus und langem, mittleren Laderaum ausgelegt. Die Schiffe sind für den Transport von LKW, Trailer und PKW, die Finnlines-Variante darüber hinaus für Papierprodukte und Container konzipiert und werden über zwei Heckrampen beladen und gelöscht. Die Grimaldi-Einheiten verfügen über sieben zum Teil in der Höhe verfahrbare Rolldecks mit 7800 Lademetern. Die Finnlines-Variante erhält fünf Rolldecks mit 5800 Lademetern und eine Containerkapazität von 300 TEU. Während die Grimaldi-Einheiten auf Teilen der Rolldecks Öffnungen haben, sind die Finnlines-Schiffe äußerlich geschlossen.
Der Antrieb der Schiffe besteht aus zwei MAN-Achtzylinder-Zweitakt-Dieselmotoren des Typs 9S50ME-C9.6 mit einer Leistung von zusammen 25.560 kW. Die Motoren wirken auf zwei Verstellpropeller und ermöglichen eine Geschwindigkeit von bis zu 20, beziehungsweise bis zu knapp 21 Knoten. Die An- und Ablegemanöver werden durch ein Bugstrahlruder unterstützt. Besonders auffällig ist das aerodynamisch gestaltete Vorschiff.
Die GG5G-Klasse verfügt über einige Neuerungen, die ihren Betrieb umweltfreundlicher gestalten sollen. Ein vom Unternehmen Kongsberg geliefertes Hybridsystem mit einem Batteriepaket mit einer Kapazität von fünf Megawattstunden soll den Schiffen einen emissionsfreien Manöverbetrieb im Hafen erlauben. Silverstream Technologies lieferte ein System zur Luftschmierung des Unterwasserschiffes zu, welches den Kraftstoffverbrauch um sechs Prozent senken soll und große Teile des Aufbaus sind mit Solarpaneelen versehen, um die Stromversorgung zu unterstützen.

## Die Schiffe
| GG5G-Klasse      | GG5G-Klasse | GG5G-Klasse | GG5G-Klasse                        | GG5G-Klasse           | GG5G-Klasse                |
| Bauname          | Baunummer   | IMO- Nummer | Kiellegung Stapellauf Ablieferung  | Auftraggeber Reederei | Umbenennungen und Verbleib |
| ---------------- | ----------- | ----------- | ---------------------------------- | --------------------- | -------------------------- |
| Eco Valencia     | 8180404     | 9859533     | 21. August 2019 - 16. Oktober 2020 | Grimaldi              | in Fahrt                   |
| Eco Barcelona    | 8180405     | 9859545     | 18. November 2019 - 4. Januar 2021 | Grimaldi              | in Fahrt                   |
| Eco Livorno      | 8180406     | 9859557     | 2. April 2020 - 29. Januar 2021    | Grimaldi              | in Fahrt                   |
| Eco Savona       | JLZ8180410  | 9859569     | 13. Mai 2020 - 12. März 2021       | Grimaldi              | in Fahrt                   |
| Eco Catania      | JLZ8180411  | 9859571     | 26. August 2020 - 4. Juni 2021     | Grimaldi              | in Fahrt                   |
| Eco Malta        | JLZ8180412  | 9859583     | - 1. Mai 2021 1. März 2022         | Grimaldi              | in Fahrt                   |
| Eco Mediterranea | JLZ8180413  | 9859595     | 29. März 2021 - 28. Juni 2022      | Grimaldi              | in Fahrt                   |
| Eco Adriatica    | JLZ8180415  | 9859600     | 24. November 2021 - 1. August 2022 | Grimaldi              | in Fahrt                   |
| Eco Italia       | JLZ8180416  | 9859612     | 9. September 2021 - Oktober 2022   | Grimaldi              | in Fahrt                   |
| Finneco I        | JLZ180407   | 9856830     | - 26. April 2021 April 2022        | Grimaldi Finnlines    | in Fahrt                   |
| Finneco II       | JLZ180408   | 9856842     | - 30. August 2021 Mai 2022         | Grimaldi Finnlines    | in Fahrt                   |
| Finneco III      | JLZ180409   | 9856854     | - 22. November 2021 Juni 2022      | Grimaldi Finnlines    | in Fahrt                   |
| Daten: Equasis   |             |             |                                    |                       |                            |